# Carlos Clos Gómez
Carlos Clos Gómez (Zaragoza, 30 juni 1972) is een Spaans voormalig voetbalscheidsrechter. Hij was in dienst van FIFA en UEFA tussen 2010 en 2016. Ook leidde hij van 2006 tot 2017 wedstrijden in de Primera División.
Op 27 augustus 2006 leidde Clos Gómez zijn eerste wedstrijd in de Spaanse eerste divisie. De wedstrijd tussen Espanyol en Gimnàstic de Tarragona eindigde in 0–1 voor Espanyol. Hij gaf in dit duel zes gele kaarten. Drie jaar later, op 23 juli 2007, floot de scheidsrechter zijn eerste wedstrijd in de UEFA Europa League. AA Gent en Naftan Navapolatsk troffen elkaar in de tweede ronde (1–0). In dit duel deelde de Spaanse leidsman twee gele kaarten uit. Zijn eerste wedstrijd in de UEFA Champions League volgde op 21 juli 2010, toen in de tweede ronde Željezničar Sarajevo met 0–1 verloor van Hapoel Tel Aviv. Clos Gómez gaf in dit duel vijfmaal een gele kaart.

## Interlands
| Datum            | Plaats               | Wedstrijd             | Uitslag | Competitie           | Kreeg geel | Kreeg voor de tweede keer geel en dus rood | Weggestuurd |
| ---------------- | -------------------- | --------------------- | ------- | -------------------- | ---------- | ------------------------------------------ | ----------- |
| 24 mei 2010      | Covilhã, Portugal    | Portugal – Kaapverdië | 0 – 0   | Vriendschappelijk    | 6          | 0                                          | 0           |
| 3 september 2010 | Piraeus, Griekenland | Griekenland – Georgië | 1 – 1   | EK 2012 kwalificatie | 5          | 0                                          | 0           |
| 7 september 2012 | Vilnius, Litouwen    | Litouwen – Slowakije  | 1 – 1   | WK 2014 kwalificatie | 3          | 1                                          | 1           |
| 6 februari 2013  | Sevilla, Spanje      | Noorwegen – Oekraïne  | 0 – 2   | Vriendschappelijk    | 1          | 0                                          | 1           |
| 1 juni 2014      | Nice, Frankrijk      | Frankrijk – Paraguay  | 1 – 1   | Vriendschappelijk    | 6          | 0                                          | 0           |
| 9 oktober 2014   | Vilnius, Litouwen    | Litouwen – Estland    | 1 – 0   | EK 2016 kwalificatie | 3          | 1                                          | 0           |
| 25 maart 2016    | Leiria, Portugal     | Portugal – Bulgarije  | 0 – 1   | Vriendschappelijk    | 5          | 0                                          | 0           |